# Max Nokin
 (juillet 2025).
Max Nokin, né le 10 décembre 1907 à Lambermont et mort le 14 mars 1996 à Uccle, est gouverneur de la Société générale de Belgique de 1960 à 1974.

## Biographie
Max Nokin naît le 10 décembre 1907 à Lambermont. D'origine modeste, il est un exemple d'ascension sociale qu'il doit en partie à ses connaissances linguistiques et son expérience.
Après avoir travaillé pour subvenir aux besoins de sa mère veuve et de sa famille, il étudie à l'université de Liège ainsi qu'à l'Institut Montefiore. C'est là qu'il obtient le titre d'ingénieur électricien en 1931.
À partir de 1935, il travaille avec Alexandre Galopin, principalement sur les problèmes charbonniers.
C'est notamment grâce à lui que la Société générale de Belgique s'implanta en Amérique du Nord et prend le contrôle du cimentier canadien Genstar.
Il meurt le 14 mars 1996 à Uccle, à 88 ans.